# Garrulax palliatus
Charlatão-das-sundas ou zaragateiro-da-sunda (Garrulax palliatus) é uma espécie de ave da família Timaliidae.
Pode ser encontrada nos seguintes países: Brunei, Indonésia e Malásia.
Os seus habitats naturais são: florestas subtropicais ou tropicais húmidas de baixa altitude e regiões subtropicais ou tropicais húmidas de alta altitude.